# Hyphydrus soni
Hyphydrus soni är en skalbaggsart som beskrevs av Olof Biström 1982. Hyphydrus soni ingår i släktet Hyphydrus och familjen dykare. Inga underarter finns listade i Catalogue of Life.